# Parafia św. Jana Chrzciciela w Potoku Górnym
Parafia Świętego Jana Chrzciciela w Potoku Górnym – parafia należąca do dekanatu Tarnogród, w diecezji zamojsko-lubaczowskiej.
Parafia została erygowana przed 1581 rokiem i do XIX wieku należała do diecezji przemyskiej, przy czym od 12 stycznia 1630 roku należała do dekanatu leżajskiego, a od 1746 roku do dekanatu tarnogrodzkiego. Prowadzą ją księża diecezjalni.

## Zasięg parafii
Do parafii należą wierni z następujących miejscowości: Dąbrówka, Gózd Lipiński, Jedlinki, Naklik, Potok Górny, Szyszków, Wola Kulońska (Kolanka), Zagródki.

## Historia
W 1581 roku król Stefan Batory ufundował kościół dla parafii, która już istniała. Kościół został zbudowany w 1583 roku, a konsekrowany 11 grudnia 1611 roku przez bpa Walerego Lublinieckiego. W latach 1743–1754 zbudowano barokowy kościół pw. św. Jana Chrzciciela, z fundacji ks. Grzegorza Jastrzębskiego, Teresy Zamoyskiej i Grabińskich. Murowany kościół został konsekrowany 11 lipca 1754 roku przez bpa przemyskiego Wacława Hieronima Sierakowskiego. W 1840 roku w parafii było 3982 wiernych.
W 1874 roku do parafii należały: Potok, Dąbrówka, Kulanka, Zagródki, Szyszków, Naklik, Kulno, Łazy, Sygiełki, Lipiny Górne, Lipiny Dolne, Jedlinki, Gózd Lipiński i było 4175 wiernych rzymskich katolików, a także było na terenie parafii 2140 grekokatolików, 280 protestantów i 60 Żydów.
19 grudnia 1943 roku ks. Błażej Nowosad został zamordowany przez Ukraińców. 3 września 1945 roku został zamordowany ks. Ludwik Olechowski przez bandę rabunkową.
Księgi parafialne dotyczące miejscowości są prowadzone w sposób ciągły od 1688 roku. W tamtym okresie miejscowość liczyła około 200–300 mieszkańców. Najczęściej pojawiające się w końcu XVII wieku nazwiska mieszkańców: Abramek, Borek, Cios, Ćwiek, Ćwikła, Frąc, Głowik, Głupsa, Golik, Jaśków, Kmieć, Kołodziej, Konieczny, Kożuszek, Lipiec, Marmol, Mateja, Mazur, Obara, Okoń, Pączek, Przewarzaniec, Sarzyński, Siek, Strzelec, Świeć, Śniosek, Wójcik, Żygadło.
Proboszczowie parafii Potok Górny
1582–1604. ks. Jan Sierotka.
1605–1611. ks. Kacper Grotowski.
1612–1616. ks. Albert Leżański.
1630–1637. ks. Jan Sulina.
1645–?. ks. Jan Purecki.
 ?–1692. ks. Krzysztof Szypiński, J.T.D kan. lwowski.
1692–1709. ks. Maciej Mikołajski, prof. Akademii Zamojskiej.
1709–1722. ks. Jakub Komborski, kan. lwowski.
1722–1723. ks. Walenty Wastowski, kan. zamojski.
1723–1727. ks. Antoni Serwatowski.
1727–1732. ks. Andrzej Szynglertowicz.
1732–1744. ks. Grzegorz Jastrzębski, kan. kijowski.
1744–1746. ks. Walenty Smarzepicki, kan. i dziekan zamojski.
1746–1776. ks. Franciszek Wierzbowski, kan. zamojski.
1776–1802. ks. Mikołaj Maciejowski, kan. zamojski, dziekan tarnogrodzki.
1802–1821. ks. Bartłomiej Sobolewski, kan. lubelski, dziekan tarnogrodzki.
1821–1856. ks. Mateusz Bełcikowski, kan. zamojski, dziekan tarnogrodzki.
1856–1857. ks. Jan Pawełkiewicz.
1857–1873. ks. Tomasz Petrikowski.
1873–1876. ks. Feliks Kamiński.
1876–1878. ks. Franciszek Matraś.
1878–1918. ks. Fryderyk Więckowski.
1918–1920. ks. Ludwik Kwiek.
1920. ks. Józef Sławiński.
1920–1922. ks. Kazimierz Siedlecki.
1922–1923. ks. Stanisław Frug.
1923–1925. ks. Seweryn Śluskowski.
1925–1936. ks. Adolf Netczyński.
1936–1943. ks. Sługa Boży Błażej Nowosad.
1944–1945. ks. Ludwik Olechowski.
1945–1946. ks. Franciszek Surtel.
1946–1962. ks. Aleksander Hawryluk.
1962–1971. ks. Józef Walczak.
1971–1989. ks. Bogusław Wojtasiuk.
1989–2002. ks. Ryszard Sierkowski.
2002–2019. ks. Stanisław Zarosa.
2019– nadal ks. Piotr Sobczuk.
Do parafii należy czynny cmentarz grzebalny.